# رئیس‌جمهور ایران
رئیس‌جمهور ایران، رئیس دولت و دومین مقام عالی‌رتبه در جمهوری اسلامی ایران پس از رهبر است که ریاست قوه مجریه و شورای عالی امنیت ملی را برعهده دارد و برخلاف بیشتر کشورها، رئیس کشور، محسوب نمی‌شود. رئیس‌جمهور ایران، طی فرایند انتخابات از میان نامزدهای تأیید صلاحیت شده توسط شورای نگهبان انتخاب می‌شود. مطابق با قانون اساسی جمهوری اسلامی ایران، رئیس‌جمهوری مسئولیت اجرای قانون اساسی و ریاست قوهٔ مجریه را عهده‌دار است. امضای عهدنامه‌ها، موافقت‌نامه‌ها و مسائل مربوط به دیگر کشورها و سازمان‌های بین‌المللی، برنامه‌ریزی ملی، بودجه و وظیفهٔ برخی از انتصاب‌های دولتی، مانند گماشتن وزیران، استانداران و سفیران تابع تصدیق مجلس شورای اسلامی، از جملهٔ وظایف رئیس‌جمهوری است. همچنین رئیس‌جمهوری در ایران، رئیس شورای عالی امنیت ملی، رئیس شورای عالی انقلاب فرهنگی و رئیس شورای عالی فضای مجازی نیز محسوب می‌شود.
رئیس‌جمهوری ایران برای مدت چهار سال توسط رأی مستقیم مردم در انتخابات ریاست‌جمهوری انتخاب می‌شود و نمی‌تواند برای بیش از دو دورهٔ متوالی در این سمت باقی بماند. در حال حاضر، مسعود پزشکیان به‌عنوان نهمین رئیس‌جمهور ایران از سال ۱۴۰۳ فعالیت می‌کند.
در ایران ریاست‌جمهوری نظارت و کنترل کامل بر روی سیاست خارجی، نیروهای مسلح یا سیاست هسته‌ای ایران را ندارد و بخش‌های این امور همگی زیر نظر مستقیم رهبر جمهوری اسلامی ایران است.

## پیشینه
پس از انقلاب اسلامی ایران در بهمن ۱۳۵۷ و همه‌پرسی نظام جمهوری اسلامی در ۹ و ۱۰ فروردین ۱۳۵۸ و پیروزی جمهوری اسلامی با ۹۸/۲ درصد آرا، دولت جدید، نیاز به ساخت قانون اساسی جدید داشت؛ بنابراین سید روح‌الله خمینی، دستور اجرای انتخاباتی را برای مجلس خبرگان قانون اساسی داد و این هیئت، موظف به نوشتن قانون اساسی جدید شدند. این هیئت، قانون اساسی جدید را در ۲ آبان ۱۳۵۸ به رهبر، عرضه کردند و نخست‌وزیر دولت موقت، مهدی بازرگان، آن را به تأیید رساند.
قانون اساسی ۱۳۵۸، برخلاف بیشتر کشورها، رهبر را به عنوان رئیس کشور و رئیس‌جمهور و نخست‌وزیر را به عنوان رؤسای دولت معین کرد؛ اگرچه سمت نخست‌وزیری در ۱۳۶۸، لغو شد.
نخستین انتخابات ریاست‌جمهوری ایران در ۲۵ دی ۱۳۵۸ برگزار شد و نتیجه آن برنده شدن ابوالحسن بنی‌صدر با ۷۵٪ مجموع آرا بود. او در از ۱۵ بهمن ۱۳۵۸ کار خود را آغاز کرد؛ اما در ۳۱ خرداد ۱۳۶۰، توسط مجلس شورای اسلامی و نهایتاً با تأیید سید روح‌الله خمینی، به دلیل عدم کفایت سیاسی، از مقامش عزل شد. تا زمان دومین انتخابات ریاست‌جمهوری ایران در ۲ مرداد ۱۳۶۰، وظایف ریاست‌جمهوری، به عهده شورای موقت ریاست‌جمهوری ایران بود. محمدعلی رجایی در این انتخابات برگزیده شد و در ۱۲ مرداد ۱۳۶۰ وارد دفتر ریاست‌جمهوری شد. اگرچه او کمتر از یک‌ماه در دفتر ریاست‌جمهوری ماند و بعد از آن در ۸ شهریور ۱۳۶۰، همراه نخست‌وزیرش، محمدجواد باهنر، ترور شد. شورای موقت ریاست‌جمهوری، بار دیگر ریاست را به عهده گرفت و تا ۱۷ مهر ۱۳۶۰ که سید علی خامنه‌ای به ریاست‌جمهوری انتخاب شد، ریاست را برعهده داشت. سید علی خامنه‌ای (رهبر کنونی) رکورددار بالاترین درصد آرا یعنی ۹۵٪ درصد، در تاریخ انتخابات ریاست‌جمهوری ایران است. سید علی خامنه‌ای، اکبر هاشمی رفسنجانی، سید محمد خاتمی، محمود احمدی‌نژاد و حسن روحانی، افرادی هستند که هر کدام برای ۲ دوره متوالی ریاست‌جمهوری در ایران را برعهده داشتند.

## شرایط
بر اساس قانون اساسی ایران، رئیس‌جمهور، باید شروط زیر را داشته باشد:
- از رجال سیاسی و مذهبی کشور باشد. (دربارهٔ تعریف کلمه رجل به «مرد» یا «شخصیت مهم» اختلاف‌نظر وجود دارد)
- ایرانی‌الاصل
- مدیر و مدبر
- دارای حسن سابقه و امانت و تقوا
- مؤمن و معتقد به مبانی جمهوری اسلامی ایران و مذهب رسمی کشور (مذهب رسمی ایران شیعه است)[۹]

### تعریف رجل سیاسی
در سال ۱۴۰۰، شورای نگهبان معیارها و شرایط اضافه‌ای را برای برای تشخیص برای تشخیص رجل سیاسی، مذهبی و مدیر و مدبر بودن نامزدهای ریاست جمهوری اعلام کرد. بر این اساس نامزدها باید دارای حداقل ۴۰ و حداکثر ۷۵ سال سن، حداقل مدرک تحصیلی کارشناسی ارشد (فوق لیسانس یا معادل آن) و دستکم چهار سال سابقه مدیریتی باشند و ارائه گواهی عدم سوءپیشینه هنگام ثبت نام الزامی است. شرایط کامل ریاست جمهوری به شرح زیر است:
۱ ـ رجال مذهبی، رجالی هستند که آگاهی لازم به دین اسلام و مذهب تشیع داشته و تدین و تقیدشان به انجام شعائر و مناسک دینی در زندگی فردی و اجتماعی از برجستگی ویژه‌ای برخوردار باشد، به‌گونه‌ای که در میان مردم به این خصوصیت، شناخته و مشهور باشند.
۲ ـ رجال سیاسی، رجالی هستند که قدرت تحلیل و درک آن‌ها از مسائل و پدیده‌های سیاسی به‌جهت آگاهی عمیق‌شان از مسائل سیاسی اجتماعی اعم از داخلی و بین‌المللی و حضورشان در صحنه‌های سیاسی به‌نحوی باشد که همواره مصالح نظام اسلامی و معیارهای اصیل انقلابی در عملکرد آن‌ها لحاظ شده باشد، به‌گونه‌ای که در میان مردم به این خصوصیت، شناخته و مشهور باشند.
۳ ـ مدیر، شخصی است برخوردار از شایستگی‌های ذاتی و اکتسابی لازم از نظر دانش و مهارت، شخصیت و نگرش‌های فردی و تجربه که توانایی شناخت و استفاده بهینه از منابع انسانی و مادی در کشور را با رعایت حداکثر بهره‌وری و در راستای مأموریت، رسالت و اهداف کلان نظام و ارزش‌های حاکم بر جامعه داراست و سوابق او حاکی از موفقیت وی در صحنه‌های مدیریتی کلان باشد.
ـ مدبر، شخصی است که از توانایی پیش‌بینی و عاقبت‌اندیشی نسبت به امور، مبتنی بر عقلانیت و دانش صحیح برای اداره امور کشور برخوردار باشد و در بحران‌ها قدرت حل مشکلات و برون‌رفت از آن‌ها را به‌نحو شایسته داشته باشد.
ماده ۲ ـ شرایط و معیارهای لازم جهت تشخیص رجل سیاسی مذهبی و مدیر و مدبر بودن نامزدهای ریاست جمهوری عبارتند از:
۱ ـ سوابق کافی و قابل ارزیابی در فعالیت‌های مذهبی و سیاسی از قبیل مکتوبات، سخنرانی‌ها و اعلام مواضع
۲ ـ سابقه تصدی حداقل مجموعاً چهار سال در مناصب ذیل که در احراز مدت جمع سابقه تصدی در یک یا چند مورد از مناصب مذکور کفایت می‌کند:
۱–۲. مقامات سیاسی موضوع بندهای «الف»، «ب» و «ج» ماده (۷۱) قانون مدیریت خدمات کشوری مصوب ۱۳۸۶/۸/۷
۲–۲. معاونین رؤسای قوای سه‌گانه
۳–۲. اعضای شورای‌عالی امنیت ملی
۴–۲. اعضای مجمع تشخیص مصلحت نظام
۵–۲. مدیر مرکز مدیریت حوزه‌های علمیه کشور
۶–۲. رؤسای سازمان‌ها، مؤسسات و نهادهای دولتی و مؤسسات و نهادهای عمومی غیردولتی در سطح ملی
۷–۲. فرماندهان عالی نیروهای مسلح با جایگاه سرلشکری و بالاتر
۸–۲. رئیس دانشگاه آزاد اسلامی در سطح کشور
۹–۲. استانداران
۱۰–۲. شهرداران شهرهای بالای دومیلیون نفر جمعیت
۱۱–۲. اشخاص، مقامات و مدیران هم‌طراز مناصب فوق به‌تشخیص شورای نگهبان
۳ ـ سلامت و توانایی لازم جهت ایفای مسئولیت‌های ریاست جمهوری
۴ ـ حداقل سن ۴۰ سال تمام شمسی و حداکثر سن ۷۵ سال تمام شمسی در هنگام ثبت‌نام
۵ ـ داشتن مدرک تحصیلی حداقل کارشناسی ارشد یا معادل آن مورد تأیید وزارت علوم، تحقیقات و فناوری یا وزارت بهداشت، درمان و آموزش پزشکی یا مرکز مدیریت حوزه‌های علمیه
۶ ـ ارائه برنامه‌ها و خط‌مشی‌های اجرایی در چارچوب صلاحیت و اختیارات قوه مجریه مبتنی بر اسناد بالادستی از جمله قانون اساسی و سیاست‌های کلی نظام
۷ ـ معرفی مشاوران جهت تشریح برنامه‌ها و توان مدیریتی
۸ ـ عدم محرومیت از حقوق اجتماعی در زمان ثبت‌نام
۹ ـ فقدان سابقه محکومیت کیفری مؤثر
۱۰ ـ عدم محکومیت قطعی کیفری به جرایم اقتصادی از جمله کلاهبرداری، رشاء و ارتشاء، اختلاس، تبانی در معاملات دولتی، پولشویی، اخلال در نظام اقتصادی کشور و عدم محکومیت به اقدام علیه نظام جمهوری اسلامی ایران
۱۱ ـ وابسته نبودن به گروه‌های غیرقانونی و فقدان سوابق سوء امنیتی از جمله در فتنه سال ۱۳۸۸
۱۲ ـ عدم وابستگی به رژیم گذشته و مؤثر نبودن در تحکیم آن
تبصره (۱) ـ داوطلبان انتخابات ریاست جمهوری مکلفند در هنگام ثبت‌نام، مدارک مثبته مربوط به اجزای (۲)، (۴)، (۵)، (۸)، (۹) و (۱۰) این ماده را به وزارت کشور ارائه نمایند. ثبت‌نام در انتخابات به‌معنای دارا بودن صلاحیت داوطلبان نبوده و در هر حال احراز صلاحیت داوطلبان بر عهده شورای نگهبان می‌باشد.
تبصره (۲) ـ داوطلبان در صورت اعتراض نسبت به عدم ثبت‌نام خود، می‌توانند مراتب را به‌همراه مستندات به‌صورت کتبی و همزمان به وزارت کشور و شورای نگهبان اعلام نمایند. شورای نگهبان در زمان مقتضی و در مهلت ثبت‌نام به اعتراض رسیدگی و نتیجه را به وزارت کشور و داوطلب اعلام می‌کند.

تبصره (۳) ـ شورای نگهبان می‌تواند به‌منظور احراز شرایط داوطلبان ریاست جمهوری ضمن استعلام از مراجع ذی‌صلاح، اقدام به تحقیقات مورد نیاز و بررسی‌های مستقل نماید.

## جانشینی
در صورت استعفاء، برکناری یا درگذشت رئیس‌جمهور، مطابق با اصل ۱۳۱ قانون اساسی، «معاون اول رئیس‌جمهور با حکم رهبر جمهوری اسلامی ایران اختیارات و مسئولیت‌های وی را برعهده می‌گیرد و به
عنوان سرپرست ریاست‌جمهوری انتخاب می‌شود و او موظف است در مدت ۵۰ روز به همراه رئیس مجلس شورای اسلامی و رئیس قوه قضائیه در ایران انتخابات ریاست‌جمهوری برگزار کند. در صورت فوت معاون اول یا امور دیگری که مانع انجام وظایف وی گردد و نیز در صورتی که رئیس‌جمهور معاون اول نداشته باشد، رهبری فرد دیگری را با همان اختیارات به‌جای او منصوب می‌کند.»

## فرایند کسب مقام ریاست جمهوری ایران
- احراز صلاحیت توسط شورای نگهبان قانون اساسی ایران
- برگزیدگی در انتخابات توسط حداقل نصف کل آرا به اضافه یک رای از آرای ماخوذه
- تنفیذ حکم ریاست‌جمهوری توسط رهبر جمهوری اسلامی ایران
- تحلیف رئیس‌جمهوری در صحن علنی مجلس شورای اسلامی

## وظایف و اختیارات در قانون اساسی
به دلیل اینکه قانون اساسی ایران از روی قانون اساسی فرانسه نوشته شده است، رئیس‌جمهور ایران از نظر اختیار به نخست‌وزیر فرانسه شبیه و قابل قیاس است.
1. اصل ۱۲۷:رئیس‌جمهور می‌تواند در موارد خاص، بر حسب ضرورت با تصویب هیئت وزیران نماینده، یا نمایندگان ویژه با اختیارات مشخص تعیین نماید. در این موارد تصمیمات نماینده یا نمایندگان مذکور در حکم تصمیمات رئیس‌جمهور و هیئت وزیران خواهد بود.
2. اصل ۱۲۳: رئیس‌جمهور موظف است مصوبات مجلس یا نتیجه همه‌پرسی را پس از طی مراحل قانونی و ابلاغ به وی امضا کند و برای اجرا در اختیار مسئولان بگذارد.
3. اصل ۱۲۵امضای عهدنامه‌ها، مقاوله نامه‌ها، موافقت نامه‌ها و قراردادهای دولت ایران با سایر دولتها و همچنین امضای پیمان‌های مربوط به اتحادیه‌های بین‌المللی پس از تصویب مجلس شورای اسلامی با رئیس‌جمهور یا نماینده قانونی او است.
4. اصل ۱۲۶:رئیس‌جمهور مسئولیت امور برنامه و بودجه و امور اداری و استخدامی کشور را مستقیماً بر عهده دارد و می‌تواند اداره آنها را به عهده دیگری بگذارد.
5. اصل ۱۲۸:سفیران به پیشنهاد وزیر امور خارجه و تصویب رئیس‌جمهور تعیین می‌شوند. رئیس‌جمهور استوارنامه سفیران را امضا می‌کند و استوارنامه سفیران کشورهای دیگر را می‌پذیرد.
6. اصل ۱۲۹:اعطای نشانهای دولتی با رئیس‌جمهور است.
7. اصل ۱۳۰:رئیس‌جمهور استعفای خود را به رهبر تقدیم می‌کند و تا زمانی که استعفای او پذیرفته نشده است به انجام وظایف خود ادامه می‌دهد.
8. اصل ۱۳۶:رئیس‌جمهور می‌تواند وزرا را عزل کند و در این صورت باید برای وزیر یا وزیران جدید از مجلس رای اعتماد بگیرد، و در صورتی که پس از ابراز اعتماد مجلس به دولت نیمی از هیئت وزیران تغییر نماید باید مجدداً از مجلس شورای اسلامی برای هیئت وزیران تقاضای رای اعتماد کند.[۱۶]

## تراز رئیس‌جمهوری با دیگر مسئولان در ایران
طبق قانون اساسی ایران رئیس‌جمهوری پس از رهبری شخص دوم کشور و مسئول اجرای قانون اساسی در کشور است. مفهوم دیگر این اصل این است که هیچ مسئول دیگری در کشور به جز رهبری در حد رئیس‌جمهوری یا بالاتر از او نیست؛ بنابراین تصور اینکه رؤسای دو قوهٔ دیگر با رئیس‌جمهوری برابرند اشتباه است، چراکه رئیس‌جمهوری به عنوان رئیس قوهٔ مجریه در سطح رؤسای قواست؛ اما مسئولیت او علاوه بر ریاست قوه مجریه، ریاست جمهوری و شخصیت دوم کشور به‌موجب اصل یادشده است. هر چند که تفکیک قوا در این نظام برای جلوگیری از تمرکز قدرت و یکه‌تازی و استبداد فردی در نظر گرفته شده است؛ اما «مسئولیت اجرای قانون اساسی» بر اساس اصل یکصد و سیزدهم به رئیس‌جمهوری واگذار شده است که ارتباطی به قوه مجریه ندارد که عده‌ای بخواهند آن را به بهانه تفکیک قوا مخدوش نمایند. مراحل انتخاب مسئولیت رؤسای قوا نیز متفاوت است چه رئیس مجلس شورای اسلامی منتخب مردم یک شهر و منصوب نمایندگان مجلس و رئیس قوهٔ قضائیه منصوب رهبری است اما رئیس‌جمهوری منتخب ملت و منصوب رهبری است

## فهرست رئیس‌جمهورهای ایران
| شماره | نام                 | تصویر | مدت تصدی   | سن                        |
| ----- | ------------------- | ----- | ---------- | ------------------------- |
| ۱     | سید ابوالحسن بنی‌صدر |       | ۱۳۶۰–۱۳۵۸  | ۸۸ سال (سن در هنگام مرگ)  |
| ۲     | محمدعلی رجایی       |       | ۱۳۶۰       | ۴۸ سال (سن در هنگام ترور) |
| ۳     | سید علی خامنه‌ای     |       | ۱۳۶۸–۱۳۶۰  | ۸۶ سال                    |
| ۴     | اکبر هاشمی رفسنجانی |       | ۱۳۷۶–۱۳۶۸  | ۸۲ سال (سن در هنگام مرگ)  |
| ۵     | سید محمد خاتمی      |       | ۱۳۸۴–۱۳۷۶  | ۸۱ سال                    |
| ۶     | محمود احمدی‌نژاد     |       | ۱۳۹۲–۱۳۸۴  | ۶۸ سال                    |
| ۷     | حسن روحانی          |       | ۱۴۰۰–۱۳۹۲  | ۷۶ سال                    |
| ۸     | سید ابراهیم رئیسی   |       | ۱۴۰۳–۱۴۰۰  | ۶۳ سال (سن در هنگام مرگ)  |
| –     | محمد مخبر (سرپرست)  |       | ۱۴۰۳       | ۷۰ سال                    |
| ۹     | مسعود پزشکیان       |       | اکنون–۱۴۰۳ | ۷۰ سال                    |